# گاله‌چوگان (بوتان)
گاله‌چوگان (به لاتین: Galechugaon) یک شهرک در بوتان است که در Sarpang District واقع شده‌است.